# Archaeomenia
Archaeomenia is een geslacht van wormmollusken uit de  familie van de Hemimeniidae.

## Soorten
- Archaeomenia nova Scheltema, 1999
- Archaeomenia prisca Thiele, 1906